# Município Cangandala
Município Cangandala är en kommun i Angola.   Den ligger i provinsen Malanje, i den centrala delen av landet, 400 km öster om huvudstaden Luanda.
I omgivningarna runt Município Cangandala växer huvudsakligen savannskog. Runt Município Cangandala är det glesbefolkat, med 15 invånare per kvadratkilometer.